# گروه بزرگ
گروه بزرگ یا بیگ بند (به انگلیسی: Big band) گونه‌ای از گروه‌های موسیقی است که سرچشمهٔ آن آمریکا و موسیقی جاز و عصر سوینگ می‌باشد و معمولاً شامل سازهای کوبه‌ای، سازهای بادی برنجی و سازهای بادی چوبی است که مجموعاً شامل ۱۲ تا ۲۵ نوازنده می‌شود.
واژه‌های گروه جاز، ارکستر جاز، گروه استیج، گروه رقص ممکن است همین نوع گروه را تعریف کنند، اما با محتوای دقیق تر.
گروه بزرگ استاندارد شامل ساکسوفون، ترومپت، ترومبون، و یک گروه کوبه‌ای چهار قسمتی (شامل درامز، کنترباس یا گیتار بیس، پیانو و گیتار) است. بعضی گروه‌ها نیز از سازهای بیشتری استفاده می‌کنند.
در اواسط دهه بیست میلادی گروه‌های بزرگ اصلی‌ترین موسیقی مردم پسند را عرضه می‌کردند. این گروه‌ها بداهه نوازی‌های کمی انجام می‌دادند. اما در اواخر دهه بیست این گروه‌ها تک نوازی‌های بداهه ی بیشتری را وارد کار خود کردند.
در آن زمان رادیو نقش بسیار مهمی در کسب شهرت برای رهبر گروه‌ها همچون بنی گودمن داشت.
گروه‌های بزرگ از دههٔ ۳۰میلادی به فیلم‌ها نیز راه پیدا کردند، این حضور تا دهه ۶۰ نیز ادامه داشت.

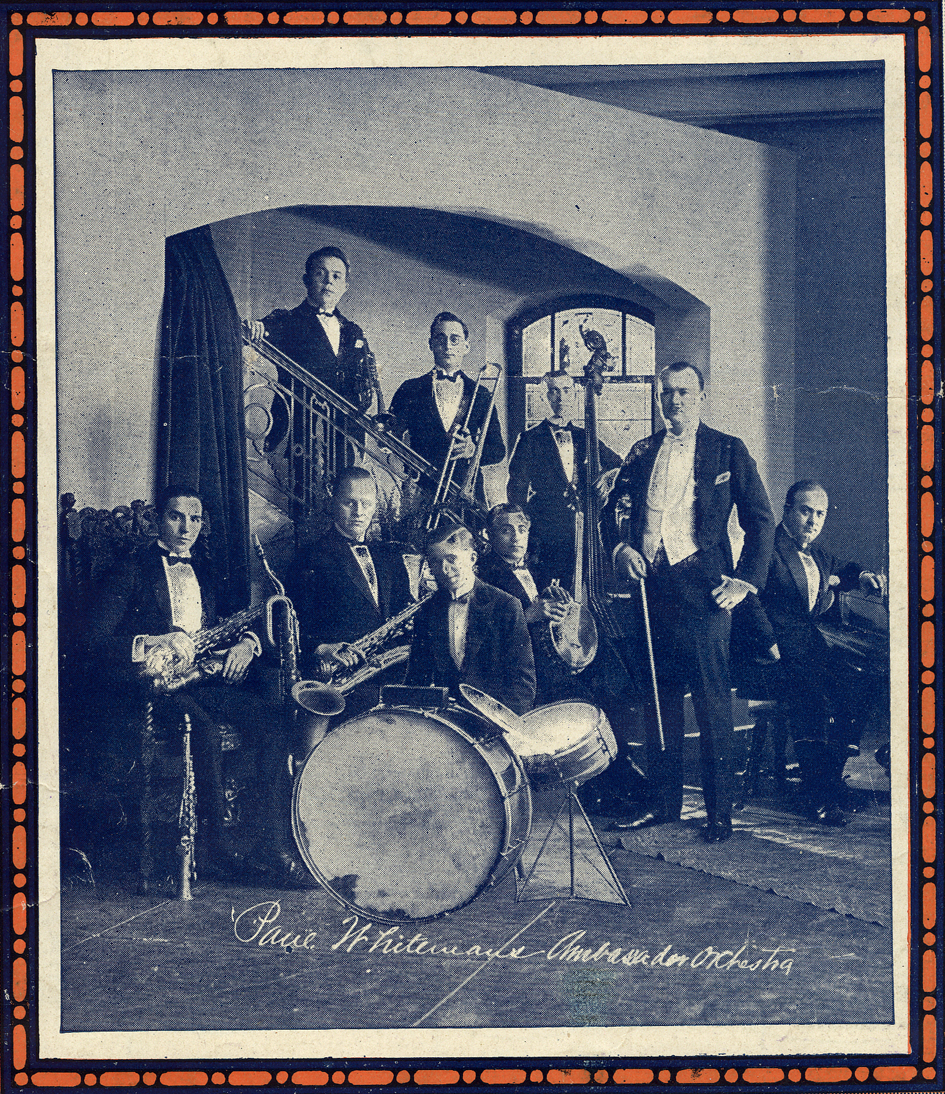
پاول وایتمن و ارکسترش ۱۹۲۱